# Великолепный век (Сезон 4)
Четвёртый и последний сезон турецкого телесериала Великолепный век начал показ 18 сентября 2013 года и закончился 11 июня 2014 года. Сезон повествует о серьёзном изменении в жизни Хюррем, она будет сталкиваться с ещё более опасными интригами, вдобавок она встретится с новыми врагами.

## Список серий
| № | #  | Название    | Режиссёр                        | Сценарист    | Зрители Турции (в миллионах) | Оригинальная дата показа |
| --- | -- | ----------- | ------------------------------- | ------------ | ---------------------------- | ------------------------ |
| 104 | 1  | «Серия 104» | Мерт Байкал и Ягыз Альп Акайдын | Йылмаз Шахин | 9,15                         | 18 сентября 2013         |
| 105 | 2  | «Серия 105» | Мерт Байкал и Ягыз Альп Акайдын | Йылмаз Шахин | 9,30                         | 25 сентября 2013         |
| 106 | 3  | «Серия 106» | Мерт Байкал и Ягыз Альп Акайдын | Йылмаз Шахин | 9,27                         | 2 октября 2013           |
| 107 | 4  | «Серия 107» | Мерт Байкал и Ягыз Альп Акайдын | Йылмаз Шахин | 8,96                         | 9 октября 2013           |
| 108 | 5  | «Серия 108» | Мерт Байкал и Ягыз Альп Акайдын | Йылмаз Шахин | 8,81                         | 23 октября 2013          |
| 109 | 6  | «Серия 109» | Мерт Байкал и Ягыз Альп Акайдын | Йылмаз Шахин | 8,56                         | 30 октября 2013          |
| 110 | 7  | «Серия 110» | Мерт Байкал и Ягыз Альп Акайдын | Йылмаз Шахин | 9,17                         | 6 ноября 2013            |
| 111 | 8  | «Серия 111» | Мерт Байкал и Ягыз Альп Акайдын | Йылмаз Шахин | 8,92                         | 13 ноября 2013           |
| 112 | 9  | «Серия 112» | Мерт Байкал и Ягыз Альп Акайдын | Йылмаз Шахин | 9,02                         | 20 ноября 2013           |
| 113 | 10 | «Серия 113» | Мерт Байкал и Ягыз Альп Акайдын | Йылмаз Шахин | 9,37                         | 27 ноября 2013           |
| 114 | 11 | «Серия 114» | Мерт Байкал и Ягыз Альп Акайдын | Йылмаз Шахин | 9,71                         | 4 декабря 2013           |
| 115 | 12 | «Серия 115» | Мерт Байкал и Ягыз Альп Акайдын | Йылмаз Шахин | 10,61                        | 11 декабря 2013          |
| 116 | 13 | «Серия 116» | Мерт Байкал и Ягыз Альп Акайдын | Йылмаз Шахин | 9,45                         | 18 декабря 2013          |
| 117 | 14 | «Серия 117» | Мерт Байкал и Ягыз Альп Акайдын | Йылмаз Шахин | 9,85                         | 25 декабря 2013          |
| 118 | 15 | «Серия 118» | Мерт Байкал и Ягыз Альп Акайдын | Йылмаз Шахин | 9,67                         | 8 января 2014            |
| 119 | 16 | «Серия 119» | Мерт Байкал и Ягыз Альп Акайдын | Йылмаз Шахин | 8,57                         | 15 января 2014           |
| 120 | 17 | «Серия 120» | Мерт Байкал и Ягыз Альп Акайдын | Йылмаз Шахин | 8,89                         | 22 января 2014           |
| 121 | 18 | «Серия 121» | Мерт Байкал и Ягыз Альп Акайдын | Йылмаз Шахин | 9,11                         | 29 января 2014           |
| Селим не может справится с ситуацией в гарнизоне янычар. Народ в столице прославляет Мустафу, а Сулейман тем временем идёт на поправку. Селим обвиняет Мустафу в организации произошедшего в корпусе янычар. У постели султана Хюррем благодарит Мустафу за спасение сына и признаётся ему, что если бы он был её сыном, то всё могло сложиться по-другому. Селим рассказывает Михримах, что для янычар Мустафа уже стал султаном. Хюррем обвиняет Рустема в нападении на Мустафу и на Селима. Рустем говорит ей, что их жизни отныне в руках Мустафы. Сюмбюль рассказывает Хюррем о разговорах в народе. Рустем показывает Михримах яд, который носит он и Хюррем Султан на случай, если на трон взойдёт Мустафа. В столицу прибывает Махидевран. Михримах обвиняет Мустафу, его мать и Фатьму Султан в том, что они хотят смерти Повелителя. Рустем спустя много лет встречается со своим братом Андро, носящим теперь имя Синан. Мустафа заверяет Михримах, что если он взойдёт на трон, то её братья не пострадают. Сулейман поднимается с постели, чем несказанно радует Хюррем. Хюррем советует Махидевран начать сборы и вместе с Мустафой возвращаться в Амасью. Сулейман навещает янычар в их корпусе, где собственноручно казнит их главу мечом Мустафы. 1553 год. Хюррем решает с помощью Рустема подставить Мустафу, обвинив его в дружбе с Тахмаспом. Рустем намекает Повелителю на новый поход против персов. Михримах предлагает матери помощь в борьбе против Мустафы. Сулейману докладывают о положении дел на персидских границах. Пока Атмаджа докладывает Мустафе о проделках Рустема в столице, Михримах крадёт печать Мустафы. Рустем в это время пишет письмо от имени Мустафы Тахмаспу. |    |             |                                 |              |                              |                          |
| 122 | 19 | «Серия 122» | Мерт Байкал и Ягыз Альп Акайдын | Йылмаз Шахин | 8,72                         | 5 февраля 2014           |
| Хюррем готовится праздновать победу над Мустафой. Янычары возмущены командованием Рустема в походе на Персию. Главный звездочёт рассказывает Сулейману и Хюррем о дурном предзнаменовании. Нурбану в Манисе также предсказывает затмение. Баязид говорит Лале, что если бы у него было всё то, что есть у Мустафы, он не был бы таким терпеливым. Хуриджихан всеми силами пытается забеременеть. Фатьму собираются выдать замуж за Кара Ахмеда-пашу. Джихангир навещает Михримах и интересуется у неё о происходящем. Он говорит, что если с Мустафой что-то случится, то виновными он будет считать сестру, мать и Рустема. Фахрие назначают на место Афифе. Селим обеспокоен перспективой стать регентом султаната на время похода. Кара Ахмед-паша примыкает к сторонникам Мустафы. Смерть Туфана-аги приводит янычар в ярость. Рустем докладывает Сулейману, что янычары готовят бунт. Кара Ахмед докладывает султану о визите на совет сторонников Мустафы. Сулейман назначает Пири-реиса капуданом Индийского океана. Между Кара Ахмедом и Фатьмой возникает взаимная симпатия. Джихангир требует у матери объяснений, но она прогоняет его. Люди Рустема перехватывают письмо Тахмаспа. Казааскер Румелии рассказывает Атмадже о предательстве Ахмеда-паши. Соколлу отдаёт Повелителю письмо, добытое Зал Махмудом-агой. Мустафа с сыном Мехмедом отправляется на охоту, где маленький шехзаде исчезает. Счастливо возвратившись во дворец, Мустафа узнаёт о письме. Сулейман получает ответ от Эбусууда, в котором говорится, что Мустафу «позволено умертвить». |    |             |                                 |              |                              |                          |
| 123 | 20 | «Серия 123» | Мерт Байкал и Ягыз Альп Акайдын | Йылмаз Шахин | 11,56                        | 12 февраля 2014          |
| Мустафа получает вызов в военный лагерь от отца. Туда же отправляется и Селим. В столице остаётся Баязид, который весьма удивлён таким решением отца. Махидевран пытается открыть сыну глаза на происходящее, но тот отказывается её слушать, поскольку верит, что отец не причинит ему вреда. Атмаджа и Ташлыджалы собираются возвести Мустафу на престол. Джихангир просит отца взять его с собой в поход. Махидевран напоминает сыну об участи Ибрагима-паши. Рустем-паша готовится к предстоящему столкновению с Мустафой. Атмаджа готовит бунт янычар в военном лагере. Фатьма просит мужа защитить Мустафу. Сулейман берёт с собой в лагерь палачей. Михримах начинает жалеть о содеянном. Хюррем говорит ей, что если Мустафу не казнят, то из военного лагеря вернутся тела её братьев и отца. Сулейман узнаёт о прибытии в лагерь Мустафы. Кара Ахмед передаёт Мустафе записку с предупреждением. Джихангир тайком пробирается к шатру Мустафы и сообщает ему о решении Повелителя. Мустафа оставляет Джихангиру прощальный подарок. Хюррем понимает, что сердце Повелителя ожесточилось. Сулейман отправляет Селима и Джихангира на охоту. Мустафа отправляется в лагерь, однако дорогу ему преграждают янычары, верные шехзаде. Хусейн Чавуш умоляет его вернуться назад, однако Мустафа приказывает им освободить путь. Верные своему шехзаде, янычары подчиняются. По приказу Хикмета-аги зачинщиков бунта убивают. Джихангир, предчувствуя неладное, собирается вернуться в лагерь, но Селим останавливает его. Янычары приветствуют Мустафу, чем ещё больше злят Повелителя. Атмаджа понимает, что их предали. Он отправляется к Ташлыджалы, но по пути его ранят стрелой. Джихангир на охоте не находит себе места. Он понимает, что его отец не выполнит обещание. На балкон Махидевран падает мёртвый голубь. Воины, верные султану, перекрывают вход в шатёр, когда безоружный Мустафа входит внутрь. Сулейман отказывается выслушать сына. Палачи нападают на шехзаде, однако тот не обирается сдаваться. В конце концов Мустафу убивает Зал Махмуд-ага. С мёртвым сыном на руках Сулейман осознаёт всю тяжесть своего поступка. |    |             |                                 |              |                              |                          |
| 124 | 21 | «Серия 124» | Мерт Байкал и Ягыз Альп Акайдын | Йылмаз Шахин | 13,85                        | 19 февраля 2014          |
| Тело Мустафы выносят из шатра Повелителя. Джихангир обвиняет отца во лжи и убийстве невиновного. Из-за волнений янычар снятый с должности Рустем вынужден бежать из лагеря в Стамбул. Кара Ахмеда-пашу назначают великим визирем. Ташлыджалы приносит во дворец Амасьи весть о казни шехзаде. Так же он доставляет Махидевран приказ султана отправится вместе с гаремом в Бурсу. Михримах разносит весть о смерти брата по дворцу. Фатьма, Баязид и Гюльфем обвиняют в смерти Мустафы Рустема и Хюррем. В столице назревают волнения: янычары планируют свергнуть султана и возвести на трон сына Мустафы Мехмеда. Михримах признаётся мужу, что не верила, что отец сможет казнить брата. По пути из Амасьи Махидевран с семьёй видит толпы людей, скандирующих: «Да здравствует шехзаде Мехмед!». Нурбану получает письмо от Селима, в котором он пишет, что стал на шаг ближе к трону, но не может понять, счастлив ли он. Нурбану признаётся, что ей жаль Мустафу. Хюррем сообщает Сулейману о готовящемся бунте. На похоронах Мустафы Махидевран обвиняет Баязида в смерти сына. Один из янычар в Сюмбюле узнаёт прислужника Хюррем; Сюмбюля избивают, а его кофейню разносят. Михрюнниса подозревает, что её сына хотят казнить. Селим рассказывает отцу о состоянии Джихангира. Хюррем тайком прибывает во дворец дочери с намерением забрать её с мужем и дочерью в Топкапы, но Синан-паша отговаривает её. Махидевран с гаремом сына по приказу повелителя переезжает в Гемлик. Джихангира находят в лесу в неадекватном состоянии. Он вновь обвиняет отца и говорит, что со смертью Мустафы умер и его отец. Под предлогом поломки карета Махидевран останавливается, в это время карета с Мехмедом продолжает путь. Михрюнниса понимает, что произошло на самом деле. Хадым Ибрагим-паша говорит Мехмеду, что он больше не сможет видеться с матерью. Хюррем втайне оплакивает Мустафу. |    |             |                                 |              |                              |                          |
| 125 | 22 | «Серия 125» | Мерт Байкал и Ягыз Альп Акайдын | Йылмаз Шахин | 12,85                        | 26 февраля 2014          |
| Ни лекари, ни сам султан не могут справится с болезнью Джихангира. Селим просит отца написать матери о состоянии брата, но тот уверен, что Джихангир выздоровеет, и отказывается. В столицу прибывает Атмаджа, чтобы отомстить Рустему за смерть шехзаде. Рустем сближается с братом. Джихангиру становится хуже. Фахрие сообщает Хюррем о том, что на дворец в Ускюдаре движется толпа вооружённых людей. Рустем с женой и дочерью пытается спешно покинуть дворец. Один из слуг впускает бунтовщиков. Выбравшись из дворца, Рустем с семьёй оказывается в ловушке. На помощь им приходит Баязид. Михримах винит Рустема в происходящем. Атмаджа вспоминает просьбу Мустафы о присяге Баязиду. Бунтовщики собираются перед Топкапы. Джихангир просит Селима отвезти его в столицу. Баязид выходит к бунтовщикам и требует прекратить бунт. Бунтовщики безропотно покидают дворец. Селим упрашивает отца выполнить просьбу брата, но тот отказывает. Джихангиру становится лучше, и он отправляется к отцу. Между Хюррем и Фатьмой происходит стычка в гареме. Во время прогулки Сулейман понимает, что его сын не в себе. Он решает отправить его с Селимом домой. Хюррем приходит письмо от Селима и она решает ехать в лагерь. Баязид собирается ехать с ней. Джихангир отдаёт отцу прощальный подарок Мустафы и умирает. Рустему приносят ларец от брата, в котором оказывается отрубленная кисть Синана и записка. Михримах отговаривает мужа от встречи с врагами. Раненый Синан приходит к Рустему. По дороге Баязид с матерью встречает Селима, везущего гроб с телом брата в столицу. |    |             |                                 |              |                              |                          |
| 126 | 23 | «Серия 126» | Мерт Байкал и Ягыз Альп Акайдын | Йылмаз Шахин | 11,42                        | 5 марта 2014             |
| Хюррем не может прийти в себя после смерти сына. Нурбану прибывает в столицу, чтобы поддержать мужа. Баязид считает, что кроме матери и Рустема в смерти Мустафы виновна и Хуриджихан. Рустем ухаживает за братом, но тот отказывается ему верить и отвергает помощь. Газанфер-ага перехватывает письмо Баязида к Хуриджихан и передаёт его Нурбану. Михримах пытается вернуть мать к жизни. Махидевран с Михрюннисой прибывают в Стамбул, чтобы переправить Михрюннису в Алжир к её брату. Михрюнниса на глазах у всего гарема перерезает себе горло. В Амасье Сулейман встречается с Ташлыджалы. Кара Ахмед рассказывает Баязиду о лже-Мустафе. Фатьма с мужем решают поддержать Селима в борьбе за трон. Хуриджихан приезжает в столицу, но Баязид не рад ей. Они узнают, что письмо с вызовом в Стамбул было подложным. Махидевран с кулаками и проклятиями бросается на Хюррем. По совету Фатьмы Махидевран спешно уезжает в Бурсу. Перед отъездом Фатьма даёт ей деньги для строительства тюрбе Мустафы. Во дворце быстро распространяются слухи о никяхе Баязида и Хуриджихан. Хуриджихан обвиняет во всём Нурбану. Баязид же во всём винит брата. Атмаджа убивает Синана-пашу. |    |             |                                 |              |                              |                          |
| 127 | 24 | «Серия 127» | Мерт Байкал и Ягыз Альп Акайдын | Йылмаз Шахин | 10,02                        | 12 марта 2014            |
| Хюррем пытается примирить сыновей, но вражда становится всё сильней. В этом Хюррем винит Нурбану и говорит ей, что если она не остановится, то отправится покорять воды Босфора в мешке. Рустем требует, чтобы Хюррем выбрала одного из своих сыновей. Баязид собирается в Румелию, чтобы подавить восстание лже-Мустафы. Газанфер советует Нурбану помириться с Хуриджихан. Гюльфем советует Хуриджихан привлечь на свою сторону Хюррем и Михримах. Джанфеда подозревает Газанфера в запретных чувствах к Нурбану. Атмаджа рассказывает Баязиду о последней просьбе Мустафы и присягает ему на верность. Селим при поддержке великого визиря оказывают помощь лже-Мустафе от имени Баязида. Кара Ахмед и Соколлу настраивают Повелителя против Баязида. Хуриджихан отправляется Повелителю, чтобы рассказать о никяхе, но Сулейман прерывает её и говорит, что давно знает об этом. Баязид решает отправиться к лже-Мустафе вместе с Атмаджой. Ночью в покоях Джихангира Сулейман сталкивается с Хюррем. Михримах просит отца не лишать своего расположения Рустема. Соколлу захватывает лже-Мустафу и привозит его в Стамбул. Хюррем умоляет Рустема спасти Баязида. Сулейман навещает могилу Разие и сталкивается с неприязнью молочного брата Яхьи. Яхья просит Султана позаботиться о Махидевран. Баязид отказывается возвращаться в Стамбул из-за страха, что отец казнит и его. В Эдирне Рустем набрасывается на Атмаджу, но ему приходится объединиться со своим врагом ради будущего Баязида. Баязид отправляется к султану; туда же вызывают и Селима. Повелитель говорит, что уверен, что на трон после него должен взойти именно Селим. Баязид приходит в ярость и объявляет войну отцу и брату. |    |             |                                 |              |                              |                          |
| 128 | 25 | «Серия 128» | Мерт Байкал и Ягыз Альп Акайдын | Йылмаз Шахин | 9,50                         | 19 марта 2014            |
| Хюррем, желая сохранить жизнь обоих сыновей, пишет письмо, в котором просит султана одуматься. Нурбану говорит Селиму, что пойдёт на всё, чтобы он взошёл на трон. Баязид уверен, что Селим стоит за обвинениями в восстании лже-Мустафы. Соколлу докладывает Сулейману, что именно Махидевран оказывала финансовую помощь восставшим, и султан, вопреки просьбе молочного брата, лишает Махидевран всех выплат. Кара Ахмед вступает в противостояние с Хюррем. Баязид пытается выяснить, кто подставил его, но гонца, отвозившего деньги лже-Мустафе, убивают. Война между Хюррем и Фатьмой набирает обороты. Михримах, настроенная против Селима, требует, чтобы мать выбрала Баязида. Кара Ахмеда обвиняют в присвоении золота из казны и отправки его восставшим. Сулейман в покоях общается с детьми Селима и Баязида. Идиллию нарушает Селим, пожелавший провести церемонию обрезания Мурада в столице. Сулейман снимает Кара Ахмеда-пашу с должности и отдаёт приказ о казни. Рустем снова становится великим визирем. Во время празднования обрезания Мурада Хуриджихан застаёт Нурбану с Газанфером-агой. Нурбану пытается объяснить ей, что произошло на самом деле, но та говорит, что ей никто не поверит. Между ними завязывается драка, из которой Нурбану выходит победителем. |    |             |                                 |              |                              |                          |
| 129 | 26 | «Серия 129» | Мерт Байкал и Ягыз Альп Акайдын | Йылмаз Шахин | 9,95                         | 26 марта 2014            |
| Раненая Хуриджихан приходит в гарем и падает без чувств. Нурбану обнаруживает пропажу серёжки. Сулейман приказывает начать расследование и наказать виновного. В Бурсу прибывает Чавуш, чтобы передать Махидевран приказ о лишении её доходов и сообщить, что Нергисшах выдали замуж. Селим замечает следы драки на теле Нурбану. Хюррем вызывает к себе Нурбану и показывает пару серёжек, одна из которых была найдена в покоях Селима, а другая в коридоре, где ударили Хуриджихан. Хюррем приказывает бросить Нурбану вместе с Джанфедой в темницу, но Нурбану угрозами избегает наказание. Хуриджихан приходит в себя, но не сказав ни слова умирает. В убийстве Хуриджихан обвиняют наложницу Баязида Рану Султан. Баязид отправляется к ней, чтобы допросить, но находит её в комнате уже мёртвой. Хюррем по предложению Рустема и Михримах решает отправить с Селимом в Манису Лалу Мустафу. Кроме того, с разрешения повелителя в Манису также отправляется Фахрие, а с Баязидом едет Локман-ага. Баязид с Атмаджой посылает Махидевран деньги на строительство тюрбе Мустафы, но та отвергает их. В Манисе Фахрие собирается отправить на хальвет к Селиму Дильшах, но Нурбану перехватывает их и отправляет Дильшах назад в мастерскую. Во дворец Баязида привозят новых девушек из столицы, среди которых оказывает Дефне, подосланная Нурбану. Сулейман, услышавший речи людей на рынке, интересуется у жены приложила ли она руку к смерти Мустафы. По совету Фахрие Дильшах решает избавиться от надоедливой венецианки и топит её в ванной. |    |             |                                 |              |                              |                          |
| 130 | 27 | «Серия 130» | Мерт Байкал и Ягыз Альп Акайдын | Йылмаз Шахин | 9,90                         | 2 апреля 2014            |
| От смерти Нурбану спасает верная Джанфеда и Газанфер, который случайно убивает Дильшах. Между Дефне и Баязидом завязывается тайная переписка. Нурбану обвиняет в нападении Фахрие и Хюррем. Михримах обнаруживает на теле сыпь, которую не может вылечить ни один лекарь. Фатьма предлагает на должность хазнедар Мелек, но Хюррем выдвигает кандидатуру Гюльфем, которую и выбирает Повелитель. Нурбану объявляет войну Хюррем. Соколлу предлагает Рустему помощь испанского лекаря Педро, служащего ему. Нурбану упрашивает Селима оставить Газанфера во дворце или выслать Фахрие, но он отказывает ей. Нурбану предлагает Газанферу выход — кастрацию. Селим лично знакомится с Иосифом Наси. Баязид отвечает на чувства Дефне. Фатьма подстрекает людей к нападению на Хюррем. Хюррем отправляется к гадалке и та сообщает, что болезнь Михримах излечима, а саму Хюррем ждёт скорая смерть и смерть одного из её сыновей. Дом гадалки окружает разъярённая толпа, вооружённая палками и камнями. Сулейман отправляется на выручку к жене. Несмотря на увещевания Сюмбюля, Хюррем решает выйти к толпе, и толпа, присмирев, уступает ей дорогу. Однако, один из бунтовщиков решается на нападение, но его убивает подоспевший Сулейман. Фатьма, ожидавшая вестей о смерти Хюррем, встречает её во дворце. Нурбану рассказывает Селиму новости из Кютахьи. Сулейман объявляет кофе вне закона. Мелек выдаёт Фатьму Хюррем, и та рассказывает обо всём султану. Сулейман приказывает Фатьме покинуть дворец. Баязид находит людей Селима, похитивших золото, которое везли из Стамбула для уплаты долгов шехзаде. Фатьма покидает столицу. Сулейман отправляется в Эдирне, чтобы покончить с преследующими его воспоминаниями. |    |             |                                 |              |                              |                          |
| 131 | 28 | «Серия 131» | Мерт Байкал и Ягыз Альп Акайдын | Йылмаз Шахин | 9,58                         | 9 апреля 2014            |
| Проснувшись ночью, Хюррем обнаруживает на плече странную рану. Селим получает от брата сундук с головой разбойника и гневное письмо. Нурбану советует шехзаде избавиться от соперника. Хюррем вновь встречается с гадалкой, и та повторяет своё пророчество. В Эдирне Сулейман знакомится с еврейской купчихой Грацией Мендес и берёт её под своё покровительство. Хюррем решает скрыть свою болезнь и отправится в Эдирне. Видя, что Селим не намерен воевать с братом, Нурбану решается на отчаянный шаг. По наущению Нурбану Селим отправляет Дефне приказ отравить Баязида. Прерванное лечение отрицательно сказывается на здоровье Михримах, и она решает обратиться к Педро без ведома супруга. Со слезами на глазах Дефне вливает яд в еду Баязида, но шехзаде спасает Атмаджа. Получив вести из Манисы, Хюррем отправляется к сыну. Дефне выдаёт Нурбану Атмадже и признаётся, что ждёт ребёнка от шехзаде. Михримах выясняет причину своей болезни, но решает во что бы то ни стало продолжать встречи с Педро. Баязид с армией подходит к Манисе. В дороге Хюррем становится плохо, и лекарша говорит, что болезнь султанши смертельна. |    |             |                                 |              |                              |                          |
| 132 | 29 | «Серия 132» | Мерт Байкал и Ягыз Альп Акайдын | Йылмаз Шахин | 9,25                         | 16 апреля 2014           |
| Хюррем успевает остановить братоубийство и падает без чувств. По совету Сюмбюля лекарша скрывает истинную причину обморока султанши, списывая всё на усталость. Селим узнаёт, что Нурбану вопреки его приказу пыталась отравить Баязида. Грация сближается с Соколлу, чем вызывает недовольство Рустема. Хюррем полна решимости казнить Нурбану, но Селим заступается за неё. Соколлу перехватывает письмо Баязида Повелителю. Михримах сближается с Педро, и Соколлу решает подарить лекаря султанше. Рустем приходит от этой новости в бешенство и собирается убить Педро, но Михримах дарует Педро свободу и спасает жизнь. Лала Мустафа узнает, что Хюррем смертельно больна, и переходит на сторону Селима. Хюррем примиряет сыновей. Баязид забирает с собой в санджак сестру Дефне Анну. Грация нелегально привозит евреев в Стамбул. Об этом узнаёт султан, но, выслушав доводы Грации, решает оставить людей в столице. Селим всё ещё не может простить Нурбану и решает отправить её вместе с сыном в санджак Айдын. Сюмбюль рассказывает султану о смертельной болезни Хюррем. |    |             |                                 |              |                              |                          |
| 133 | 30 | «Серия 133» | Мерт Байкал и Ягыз Альп Акайдын | Йылмаз Шахин | 9,07                         | 23 апреля 2014           |
| Хюррем прогоняет Сюмбюля из дворца. Сулейман созывает лекарей в надежде на избавление Хюррем от болезни. Лала под руководством Селима пишет жалобу на Баязида султану, но отправляет её самому Баязиду. Айше Султан требует отца вернуть ей Дефне. Педро предлагает Михримах уехать с ним, но та отказывается. В порту их застаёт Рустем. Михримах просит мужа отпустить Педро на родину. Селим скучает по Нурбану. Рустем сближается с Грацией, чтобы заставить жену ревновать. Хюррем просит мужа, чтобы он отослал лекарей, и её оставили в покое. Баязид вызывает брата на поединок. Хюррем просит прощения у Гюльфем. Она вместе с Сулейманом отправляется на лечение в Бурсу. Султан навещает могилу сына. Хюррем просит у Махидевран прощения и благословения. В последний момент Баязид решает сохранить брату жизнь. Хюррем просит мужа созвать в столицу родных, чтобы попрощаться. |    |             |                                 |              |                              |                          |
| 134 | 31 | «Серия 134» | Мерт Байкал и Ягыз Альп Акайдын | Йылмаз Шахин | 9,70                         | 30 апреля 2014           |
| Сулейман и Хюррем возвращаются в Стамбул. В гареме Хюррем встречает Сюмбюль, который просит у неё прощения, но Хюррем сама извиняется перед ним. Сулейман рассказывает дочери о болезни Хюррем и просит её порадовать мать перед смертью. Вести о болезни матери доходят и до Селима. Нурбану самовольно возвращается в Манису. У Дефне рождается сын, но он очень слаб. Хюррем просит Сюмбюля найти могилу Ибрагима. Хатидже-калфа говорит Михримах о своих подозрениях по поводу Рустема и Грации. Сулейман торопит Синана со строительством мечети Сулейманийе. Вопреки уговорам Фахрие Селим решает оставить Нурбану в Манисе. Михримах узнаёт о беременности. Дефне готовится к казни, но Баязид прощает её. Сулейман по просьбе Хюррем решает построить мечеть Джихангира. Хюррем отдаёт Фахрие приказ избавиться от Нурбану. Сулейман с семьёй отправляется на открытие мечети. Хюррем просит мужа похоронить её здесь. Смерть Хюррем близка. В саду накрывают столы, за которыми собирается вся семья султана. Хюррем даёт последние наставления своим детям и прощается с семьёй. Ей становится хуже, и в гареме султанша падает в объятья султана, как в первую их встречу. Сулейман остаётся с Хюррем до последнего её вздоха. Хюррем Султан умирает. |    |             |                                 |              |                              |                          |
| 135 | 32 | «Серия 135» | Мерт Байкал и Ягыз Альп Акайдын | Йылмаз Шахин | 9,00                         | 7 мая 2014               |
| Дворец погружается в скорбь. Хюррем хоронят в Сулеймание. После погребения Сюмбюль вспоминает, что на Хюррем не было кольца. Узнав, что последней, кто был у султанши, была Джанфеда, Сюмбюль вызывает её на допрос, но их прерывает Нурбану. Селим и Баязид получают от матери прощальный подарок. Султан приказывает убрать из его комнаты драгоценности и шелка, а также велит Гюльфем нанять немых слуг. Веселье и праздники теперь в гареме тоже под запретом. Между Михримах и Рустемом встаёт стена в лице Грации, и Михримах решает переехать в султанский дворец. Противостояние между братьями набирает силу. От гадалки Нурбану узнаёт, что следующим султаном станет сын венецианки. Её радость омрачается тем фактом, что Дефне тоже родом из венецианских земель. Дефне просит Баязида быть осторожнее и помнить о детях. У Михримах рождается сын, которого султан нарекает Османом. Весть о рождении сына застаёт Рустема в доме Грации. По совету Сюмбюля Михримах оставляет в комнате Грации предупреждение. Селим показывает отцу послание Баязида и сундук. Сулейман требует объяснений. Баязид рассказывает свою версию произошедшего и призывает в свидетели Лалу Мустафу, но тот уже на стороне Селима. Михримах пытается защитить брата, но всё тщетно. Рустем попадает в ловушку, устроенную Селимом и Соколлу. Чтобы избежать наказания за измену, Рустем переходит на сторону Селима. Сулейман решает отправить Селима в Конью, а Баязида в Амасью. |    |             |                                 |              |                              |                          |
| 136 | 33 | «Серия 136» | Мерт Байкал и Ягыз Альп Акайдын | Йылмаз Шахин | 7,59                         | 21 мая 2014              |
| Из письма Селима Сулейман узнаёт о бунте Баязида. Фахрие в покоях Нурбану находит кольцо Хюррем. Она рассказывает всё Селиму, но тот, защищая Нурбану, приказывает бросить Фахрие в темницу. Сулейман посылает письма своим шехзаде, в которых предупреждает их в последний раз. Баязид собирает для войны с братом бейлербеев, которые некогда были преданы Мустафе. Михримах отправляется в Кютахью чтобы отговорить Баязида от необдуманных действий. Фахрие удаётся выбраться из темницы. Она нападает на Нурбану, но та в последний момент убивает Фахрие ножом. Рустем-паша узнает о предательстве Грации Мендес. Баязид отправляется в Амасью и продолжает собирать войско. Сулейман просит совета у Эбусууда Эфенди касательно Баязида и получает ответ, что Баязид должен быть казнён. Сулейман отправляет своё войско для подавления восстания. Селим узнает о наступлении и выдвигается со своим войском. Братья встречаются на поле боя лицом к лицу. |    |             |                                 |              |                              |                          |
| 137 | 34 | «Серия 137» | Мерт Байкал и Ягыз Альп Акайдын | Йылмаз Шахин | 8,72                         | 28 мая 2014              |
| Во время боя шехзаде Мурад выпускает стрелу в Баязида. Атмаджа вытаскивает шехзаде из боя и отвозит в Амасью. Соколлу докладывает о произошедшем Сулейману. Узнав о предательстве Рустема, Михримах решает развестись с ним, но Повелитель запрещает ей это делать. Баязид встаёт на ноги и пишет Повелителю письма, но их перехватывают. Через Михримах письмо всё же доходит до султана, и тот обещает простить сына, если тот принесёт покаяние. Селим требует Соколлу и Лалу Мустафу доставить ему брата живым или мёртвым. Баязид решает бежать из Амасьи вместе с четырьмя сыновьями; дочерей, младшего сына и Дефне он оставляет под присмотром Локмана-аги. Болезнь Сулеймана обостряется. Преследуемый Селимом Баязид покидает Эрзурум и добирается до персидской границы, где его встречает гонец Тахмаспа. Тахмасп берёт Баязида под защиту и предлагает свергнуть Сулеймана, но шехзаде отказывается. Баязид решает выполнить давнюю просьбу Атмаджи и отправляет его в Стамбул. Михримах с помощью Атмаджи находит решение своей проблемы. Дефне узнаёт, что Тахмасп ведёт переговоры с Сулейманом о выдаче Баязида, и решает отправиться в Казвин на помощь любимому. Атмаджа ранит Зал Махмуда и, добравшись до покоев Рустема, Атмаджа убивает великого визиря, но погибает сам. Михримах отдаёт распоряжение очистить дворец, выкинув мёртвую стражу в море, Атмаджу похоронить со всеми почестями, а смерть Рустема выдать за смерть от водянки. В Казвине Лала Мустафа предлагает Тахмаспу выдать ему Баязида в обмен на благосклонность будущего султана Селима. |    |             |                                 |              |                              |                          |
| 138 | 35 | «Серия 138» | Мерт Байкал и Ягыз Альп Акайдын | Йылмаз Шахин | 8,61                         | 4 июня 2014              |
| Михримах снова пытается уговорить отца сохранить жизнь Баязиду. Чтобы выкупить брата у Тахмаспа, Селим берёт деньги у Грации Мендес. Баязид, понимая, что Тахмасп продаст его, собирается бежать. Али-пашу назначают великим визирем. Хюсрев-паша привозит Баязиду приказ султана вернуться домой, но Баязид отказывается и отправляет отцу письмо. Михримах жалеет, что власть ушла из её рук, и пытается завязать отношения с новым великим визирем. Нурбану готовится выдать дочерей замуж и шлёт послание Соколлу, в котором приказывает убить сына Дефне. Баязид собирается убить Тахмаспа, но его войско оказывается мёртвым. Он решает бежать, но стража шаха возвращает его назад. Ухаживающая за султаном Гюльфем пытается поговорить с ним о Баязиде. На ужине Баязид нападает на Тахмаспа. Всю его свиту убивают, а самого шехзаде и его сыновей бросают в темницу. Тахмасп требует от султана двойной выкуп за Баязида. В Амасье Дефне обнаруживает, что шехзаде Мехмеда увезли к султану. Султан разгневан наглостью Тахмаспа. Селим выкупает брата и племянников и приказывает везти их в столицу. По дороге в лесу Селим встречает карету брата и говорит, что действительно отвезёт его к отцу, если тот попросит пощады. В ответ Баязид оскорбляет Селима. Селим отдаёт приказ о казни брата и его сыновей. Мёртвый Баязид падает на землю. |    |             |                                 |              |                              |                          |
| 139 | 36 | «Серия 139» | Мерт Байкал и Ягыз Альп Акайдын | Йылмаз Шахин | 9,50                         | 11 июня 2014             |
| На пороге смерти Сулейман вспоминает день вступления на престол. Михримах говорит Сюмбюлю, что нужно избавиться от Нурбану. Нурбану вспоминает тот день, когда отдала приказ об убийстве маленького Мехмеда — сына Дефне; но Дефне предпочла умереть вместе с сыном с помощью яда. Дочери Нурбану, уже вышедшие замуж, прибывают в столицу. Нурбану как никогда близка к безграничной власти. Сулейман отказывается от лечения, отдавая всего себя воспоминаниям о сыновьях в детстве. Махидевран снится сон о султане и она понимает, что он скоро умрёт. Сюмбюль интересуется у хранителя покоев как погибла Гюльфем, но тому неприятно вспоминать произошедшее. Селим навещает сестру, но слышит от неё только обвинение в убийстве брата. Он не остаётся в долгу и напоминает ей о её участии в деле Мустафы. В столицу прибывает Мурад вместе со своей наложницей Сафие. Михримах настраивает Мурада против отца, говоря, что запойный Селим не лучшее будущее страны. Мурад отправляется на совет Дивана, где преподносит Повелителю подарок и завоёвывает расположение деда. Сулейман тайком отправляется на рынок и слышит о себе нелестные отзывы. Нурбану намерена отдалить Сафие от сына, но оказывается, что та уже беременна. В дворцовом саду Михримах сталкивается с Махидевран, слышит от неё неприятные вещи об отце и брате и прогоняет её. Сулейман решает отправиться в поход, уже зная, что не вернётся обратно. Идя по дворцу он вспоминает прошлое. В пути Сулейману становится плохо и он вынужден принимать опиум, от которого умер Джихангир. Михримах, признав победу Селима и Нурбану, уезжает в Эдирне. Нурбану пребывает в ожидании «благой вести». Сюмбюль берёт дневник Хюррем и покидает дворец. Сулейман даёт указание взять крепость Сигетвар до рассвета. Крепость взята и Сулейман умирает. Селим становится новым падишахом. |    |             |                                 |              |                              |                          |